# Aisin Seiki
Aisin Seiki (アイシン精機株式会社?, Aishin Seiki Kabushiki-gaisha, nota anche semplicemente come Aisin) è una società giapponese che sviluppa e produce componenti e sistemi per l'industria automobilistica. L'Aisin è una delle società inserite nella lista Fortune Global 500 dall'omonima rivista, classificata 324ª nella classifica 2017.
Aisin Seiki è stata fondata nel 1949 e fornisce motori, trasmissioni, carrozzerie e telai, aftermarket e altre parti automobilistiche per diversi OEM. Aisin produce anche prodotti per la casa e per l'arredamento (ad esempio mobili e macchine da cucire), sistemi energetici, prodotti per il benessere e altri servizi del genere. Aisin è detenuta al 30% dal gruppo Toyota. L'azienda è quotata alla borsa di Tokyo.